# Phanerodon
Phanerodon es un género de peces de la familia Embiotocidae, del orden Perciformes. Este género marino fue descrito científicamente en 1854 por Charles Frédéric Girard.

## Especies
Especies reconocidas del género:
- Phanerodon atripes (D. S. Jordan & C. H. Gilbert, 1880)
- Phanerodon furcatus Girard, 1854